# Rue du Faubourg Saint-Honoré
La Rue du Faubourg Saint-Honoré è una strada situata nell'VIII arrondissement di Parigi, in Francia. Estensione occidentale della Rue Saint-Honoré, è rinomata per ospitare alcune delle più prestigiose case di moda, gallerie d'arte e istituzioni governative, rendendola una delle vie più lussuose e influenti del mondo.